# 李接
李接（?—?），一作李楫，容州陆川县人，南宋时期广西起事领袖。

## 生平
李接原是弓手，淳熙六年（1179年）五月，李接在陆川领导农民起义，自称李王，斥官军为贼，年号罗平。义军在各处张贴榜文，宣布十年不收赋税，并打开官府和地主的仓库赈济贫苦农民。李接“奋臂而起，啸聚数千人”，“从叛者如云”。义军初战就杀死南宋九州巡检使，随后陆续攻下广西路郁林（今广西玉林）、化（今广东化州）、容（今广西容县）、雷（今广东雷州）、高（今广东高州）、贵（今广西贵港）六州八县，接连击败南宋派来镇压的军队，杀死石城县令毛士毅。起义军战斗了持续了约半年之久，最终失败，李接在静江府（今广西桂林）被杀。

## 年号
王應麟《玉海》、李兆洛《紀元編》記載李接的年号为罗平，李崇智以該年號使用於1179年六月至十月，但文獻並未記載。

## 深入閱讀
- 李崇智. . 北京: 中華書局. 2004年12月. ISBN 7101025129.